# Jaroslav Foglar
 Jaroslav Foglar  (ur. 6 lipca 1907 w Pradze, zm. 23 stycznia 1999 tamże) – czeski pisarz, autor książek dla młodzieży.

## Życiorys
Absolwent szkoły handlowej. W latach 1924–37 pracował w biurze jako urzędnik.
Od młodości działał w skautingu. W latach 1938–1941 redaktor magazynu Mladý hlasatel. Redagował też czasopisma Junák (1945–1946) i Vpřed (1946–1948).
W latach 1954–1964 był wychowawcą w domach dla młodzieży, potem tylko pisarzem. Z wyjątkiem lat 60. jego wcześniejsze dzieła były z powodów ideologicznych na indeksie książek zakazanych i nowe nie były wydawane.
Napisał wiele książek dla młodzieży inspirowanych kulturą, metodyką wychowawczą i zwyczajami skautingu. Największym powodzeniem w Czechach cieszy się cykl opisujący przygody pięciu przyjaciół tworzących klub „Szybkie strzały” (Rychlé šípy). Oprócz trzech tomów tego cyklu: Záhada hlavolamu, Stínadla se bouří i Tajemství Velkého Vonta, wydanych w 1990 roku we wspólnym tomie Dobrodružství v temných uličkách, zrealizowano serial telewizyjny i wydano komiks na motywach powieści. W Polsce ukazał się przekład tylko pierwszego tomu poświęcony tajemniczemu artefaktowi-łamigłówce zawierającemu plany latającego roweru.
Inne znane powieści dla dzieci i młodzieży powiązane z ideą skautingu Jaroslava Foglara: Hoši od Bobří řeky, 1937; Tábor smůly, 1938; Chata v Jezerní kotlině, 1939; Pod junáckou vlajkou, 1940; Tábor ve Sluneční zátoce, 1947; Kronika Ztracené stopy, 1968; Dobrodružství v zemi nikoho, 1969; Strach nad Bobří řekou, 1990; Jestřábe, vypravuj!, 1990 i autobiografia Život v poklusu (1990).
28 października 2017 roku prezydent Miloš Zeman pośmiertnie odznaczył Foglara  Medalem Za Zasługi.

## Polskie wydania książek[5]
- Chłopcy znad rzeki bobrów (Hoši od Bobří řeky), Wydawnictwo „Śląsk”, Katowice 1958
- Tajemniczy cylinder (Záhada hlavolamu), Wydawnictwo Śląsk, Katowice 1958
- Chata nad jeziorem (Chata v Jezerní kotlině), „Nasza Księgarnia”, Warszawa 1960
- Klub Heńka Sochora (Tajemná Řásnovka), Nasza Księgarnia, Warszawa 1968